# إدبرغ (ألبرتا)

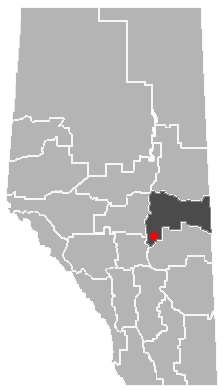

إدبرغ (بالإنجليزية: Edberg, Alberta)‏ هي قرية تقع في كندا في ألبرتا. يقدر عدد سكانها بـ 168 نسمة ومساحتها 0.36 كم2 وترتفع عن سطح البحر 758 متر.